# Stefan Gandler
Stefan Gandler   (Múnic, 1964) és filòsof i científic social. Va estudiar a la Universitat Goethe de Frankfurt i viu des de 1993 a Mèxic.

## Biografia
Gandler va estudiar Filosofia, Estudis Llatinoamericans, Llengües romanços i Ciències polítiques a Frankfurt/Main, entre altres amb Alfred Schmidt, i era el President del Comitè General d'Estudiants de la Universitat de Frankfurt Allgemeiner Studierendenausschuss en 1989/90).
El 1997 Stefan Gandler va rebre doctorat amb una tesi sobre Filosofia social contemporània a Mèxic, la qual ha estat traduïda a dues altres idiomes. Des de 1997 Gandler és professor investigador de temps complet a la Universitat Autònoma de Querétaro on imparteix càtedra en Teoria social i Filosofia social, a més és permanentment, des de 2008, professor convidat en filosofia a la Universitat Nacional Autònoma de Mèxic. Gandler és també, des de 2001, membre del Sistema Nacional d'Investigadors (categoria 3) i va fundar en 2012 el projecte de sobre Teoria Crítica des de les Amèriques del Consell Nacional de Ciència i Tecnologia (CONACYT). En els seus anys sabàtics Gandler va investigar i va ensenyar a la Universitat Goethe de Frankfurt (2001/2002), la Universitat de Califòrnia, Santa Cruz (2009/2010), la Tulane University, New Orleans (2015/2016) i la Universität Innsbruck (2021/2022).
Els principals camps de recerca de Stefan Gandler són la Teoria crítica de l'Escola de Frankfurt, el Marxisme “occidental” crític, la filosofia a Amèrica, la crítica de la ideologia i Walter Benjamin. Gandler va realitzar també traduccions de textos filosòfics de l'espanyol a l'alemany i va publicar textos sobre l'Alemanya actual i el nacionalsocialisme. Gandler desenvolupa una confrontació conceptual productiva entre la Teoria crítica de l'Escola de Frankfurt amb intents contemporànies d'un nou desenvolupament de la mateixa a Amèrica Llatina, per exemple per part del filòsof equatorià mexicà Bolívar Echeverría, amb la perspectiva de superar les limitacions d'ambdues teories: l'eurocentrisme filosòfic en el primer cas, i la reduïda crítica de la ideologia en el segon. En aquest context usa també a les interpretacions no dogmàtiques de l'obra de Karl Marx, realitzades pel filòsof espanyol mexicà Adolfo Sánchez Vázquez, i aquelles plantejades pel seguidor de Max Horkheimer en la seva càtedra a Frankfurt Alfred Schmidt.
L'any 2021 Gandler rep el Bolívar Echeverría Prize de la International Herbert Marcuse Society pel seu llibre Marxismo crítico en México. Adolfo Sánchez Vázquez y Bolívar Echeverría.